# Фикрет Орман
Фикрет Орман, е турски предприемач, 33-ри президент на един от най-големите футболни клубове в Турция – Бешикташ.

### Образувание
Фикрет Орман е роден 4 ноември 1967 в Истанбул. Завършва образуванието си във Флоридски университет, владее отлично английски език.

### Президент на Бешикташ
Между 2000 до 2004 година е помощник на 31-вия президент на Бешикташ Сердар Билгили.
След оставката на Сердар Билгили, се кандидатира за поста на президент на Бешикташ, но губи само със 162 гласа от другия кандидат Йълдъръм Демирйорен.
След тежката финансова криза в отбора през 2012 се явява като единствен кандидат за поста, като печели 4027 гласа от 4545. Така става 33-тия президент на един от най-големите турски клубове Бешикташ.
През 2013 година печели 94 заведени дела срещу Бешикташ и спасява клуба от сигурен фалит, се явява на предсрочни избори срещу Сердал Адалъ, като печели 3850 гласа срещу 2138.
В края на сезон 2013, Фикрет Орман дава старт на строежа на новия стадион, който завършва през 2016 година. Стадиона се открива в мач срещу Бурсаспор, спечелен с 3-2.
През май 2016 печели изборите за президент на Бешикташ, като отново е единствен кандидат.
През неговото управление, клубът претърпява много възходи и падения, става шампион на страната през сезоните 2015-16 и 2016-17. Но след поредните титли отборът тръгва стремглаво надолу и изпада отново в тежка финансова ситуация. За справяне с кризита, Орман изтегля кредит на стойност 500 милиона турски лири (100 милиона долара) от обединени банки, като гаранция показва клуба. Т.е. абсолютно всички постъпления към Бешикташ отиват към банките.
Подава оставка на 24 септември 2019г.